# Соссье, Феликс Густав
Феликс Густав Соссье (фр. Félix Gustave Saussier, 1828—1905) — французский генерал, губернатор Парижа, вице-президент Высшего Военного Совета Франции

## Биография
Родился 16 января 1828 года в Труа. Образование получил в Сен-Сирской военной школе, откуда был выпущен суб-лейтенантом в Иностранный легион, служил в Африканских колониях.
Будучи произведён в лейтенанты, в 1854 году Соссье вошёл в состав французского экспедиционного корпуса в Крыму и принимал участие в осаде Севастополя, был ранен, за отличие награждён орденом Почётного легиона и произведён в капитаны.
В 1859 году Соссье находился в Италии, отличился в сражениях при Мадженте и Сольферино. По окончании этой войны он снова был в Африке, однако там не задержался и вместе с частями Иностранного легиона был отправлен в Мексиканскую экспедицию.
На дороге из Соледады в Кордову, французы выставили небольшой пост под командованием Соссье, чтобы прикрыть движение транспортов, которые подвергались постоянным нападениям. Соссье обратил внимание что противники снабжаются в Котастле и со своим отрядом из двух рот предпринял попытку выбить мексиканцев из этого города. Сначала ему удалось захватить город, но вскоре мексиканцы получили подкрепление, окружили и атаковали французов. Соссье удалось прорваться через порядки противника и соединиться с главными силами французской армии.
При осаде Оахаке Соссье командовал одной из передовых траншей и захватил один из бастионов этого города. За этот подвиг он был награждён офицерским крестом ордена Почётного легиона.
В 1867 году Соссье был произведён в подполковники и оставил Иностранный легион, служил по армейской пехоте. Накануне начала франко-прусской войны он был назначен командиром 44-го пехотного полка в Мецкой армии и капитулировал вместе со всем гарнизоном Меца. Отправленный как военнопленный в Пруссию, Соссье при помощи своего вестового бежит из Грауденца в Варшаву, где является к французскому консулу, который помогает беглецам вернуться на родину. По возвращении он получил в командование пехотную бригаду в Луарской армии и в её рядах сражался с Пруссией до самого конца войны.
По окончании франко-прусской войны Соссье отправился в Алжир и принял участие в подавлении восстания арабов.
В октябре 1873 года Соссье был избран депутатом французского парламента от департамента Об. В 1878 году он вернулся на военную службу и был произведён в бригадные генералы, в следующем году получил в командование 19-й армейский корпус, а ещё через год — 6-й армейский корпус в Алжире. В 1881 году, во время восстания в Тунисе, он командовал экспедиционным корпусом и в два месяца подавил это восстание.
С 1882 года он являлся членом Военного совета Франции. В 1884 году Соссье был назначен губернатором Парижа и в 1887 году безуспешно выставлял свою кандидатуру на выборах президента Франции. С 1889 по 1897 год был вице-президентом Высшего Военного Совета Франции.
В 1894 году российский император Александр III пожаловал Соссье орден св. Александра Невского, а в 1896 году — алмазные знаки к этому ордену.
Скончался в городке Люзарш 20 декабря 1905 года.